# Mikrotubula
Mikrotubula (microtubuli cellulares) – włóknista rurkowata sztywna struktura o średnicy 20–27 nm, powstająca w wyniku polimeryzacji białka tubuliny. Mikrotubule wraz z innymi strukturami pełnią funkcję cytoszkieletu nadając komórce kształt, a nawet przyczyniając się do jego zmiany. Biorą udział w transporcie wewnątrzkomórkowym stanowiąc szlak, po którym przemieszczają się białka motoryczne, biorą udział w czasie podziału komórki, tworząc wrzeciono kariokinetyczne, które rozdziela chromosomy do komórek potomnych. Mikrotubule mogą również tworzyć stałe struktury, takie jak rzęski lub wici, umożliwiające ruch komórki.

## Struktura
Mikrotubule są zbudowane z podjednostek tubuliny, z których każda jest dimerem dwóch bardzo podobnych białek globularnych zwanych α-tubulina i β-tubulina powiązanych razem wiązaniami niekowalencyjnymi. Również podjednostki tubuliny, tworząc mikrotubule, łączą się ze sobą za pomocą wiązań niekowalencyjnych.
Całość tworzy długą cylindryczną strukturę zbudowaną z 13 równoległych protofilamentów. Każdy protofilament będący linearnym łańcuchem dimerów tubuliny ułożonych na przemian wzdłuż całego łańcucha ma strukturalną biegunowość wynikającą z naprzemiennego ułożenia α i β-tubuliny z czego na jednym końcu eksponowana jest α-tubulina a na drugim β-tubulina.
Dzięki takiemu zorganizowaniu wszystkich protofilamentów cała mikrotubula ma strukturalną biegunowość, koniec z α-tubuliną nazywany jest końcem minus (−) lub biegunem A, a koniec z β-tubuliną nazywany jest końcem plus (+) lub biegunem D. Polarność mikrotubuli, czyli zróżnicowanie jej końców pod względem chemicznym jak i zachowania się ma ogromne znaczenie nie tylko dla montażu, ale również dla funkcji, jaką ma pełnić po uformowaniu np. określanie kierunku transportu wewnątrzkomórkowego.

## Organizacja mikrotubul

Przekrój poprzeczny przez aksonemę, widoczne struktury: 1A i 1B – zewnętrzne pary mikrotubul, 2 – para mikrotubul centralnych, 3 – zewnętrzne ramię dyneinowe, 4 – centralne ramię, 4 – białko poprzeczne, 5 – neksyna, 6 – błona komórkowa

Ośrodkiem organizacji mikrotubul kontrolującym ich liczbę, umiejscowienie i orientację w cytoplazmie komórek zwierzęcych jest centrosom zawierający dwie centriole. Centrosom zawiera setki pierścieniowatych struktur zbudowanych z γ-tubuliny z których każda stanowi punkt startowy lub miejsce nukleacji do wzrostu pojedynczej mikrotubuli. Dołączające się do γ-tubulinowego pierścienia dimery αβ-tubuliny powodują wzrost mikrotubuli od strony końca plus czyli końca skierowanego na zewnątrz, natomiast koniec minus jest sadzony w centrosomie.
Rola centrioli jest niejasna, wiadomo że nie biorą udziału w organizacji mikrotubul, choć są podobne jeśli nie identyczne z ciałkami podstawowymi tworzącymi ośrodki organizacji omawianych struktur w rzęskach i wiciach.

## Dynamiczna niestabilność
Mikrotubule mogą się gwałtownie skracać lub wydłużać, całkowicie zniknąć lub zacząć rosnąć od nowa. Zachowanie to, znane jako dynamiczna niestabilność, ma związek z wewnętrzną zdolnością cząsteczek tubuliny do hydrolizowania GTP. Każdy dimer w stanie wolnym jest ściśle połączony z cząsteczką GTP i w takiej postaci jest dołączany do polimeryzowanej mikrotubuli. W sytuacji, gdy mikrotubula rośnie powoli, cząsteczka GTP (ściśle związana z dimerem αβ-tubuliny) ma wystarczająco dużo czasu (przed przyłączeniem kolejnego dimeru) aby zaszła hydroliza GTP do GDP, efektem tego jest skracanie się mikrotubuli. Jeśli w pobliżu znajduje się duża ilość GTP-tubuliny wówczas nie dochodzi do hydrolizy i nowo przyłączone cząsteczki są zakrywane kolejnymi cząsteczkami GTP-tubuliny, w tym przypadku powstaje „czapeczka” zwana GTP-cap chroniąca przed depolimeryzacją.

## Organizacja wnętrza komórki
Jeśli mikrotubula po polimeryzacji zostanie zabezpieczona przed depolaryzacją poprzez przyłączenie do jej końca plus innego białka, wówczas przetrwa i może pełnić różnorodne funkcje. Do takich funkcji może należeć utrzymywanie organelli komórkowych w pewnych ściśle określonych rejonach komórki. Takie mikrotubule stanowią również szlaki przesyłania pęcherzyków, białek czy innych materiałów komórkowych. Za pośrednictwem białek motorycznych czas potrzebny na przetransportowanie (np. transport materiałów syntetyzowanych w perykarionie, ale niezbędnych na zakończeniu aksonu) skraca się znacznie, ponieważ białka te wykorzystują energię pochodzącą z hydrolizy ATP usprawniając tym samym ruch wzdłuż mikrotubul.
Do substancji łączących się z końcami mikrotubul należy taksol, łączący się z końcem „−” mikrotubuli, uniemożliwiając ich rozpad, natomiast kolchicyna działa na wolną tubulinę, uniemożliwiając jej polimeryzację do mikrotubuli. Obie substancje wprowadzone do komórki powodują zaburzenia struktury mikrotubul, co w efekcie może doprowadzić do mutacji genomu lub śmierci komórki.